# Samue
Samue (jap. 作務衣 samue) – odzież robocza japońskiego mnicha zen.

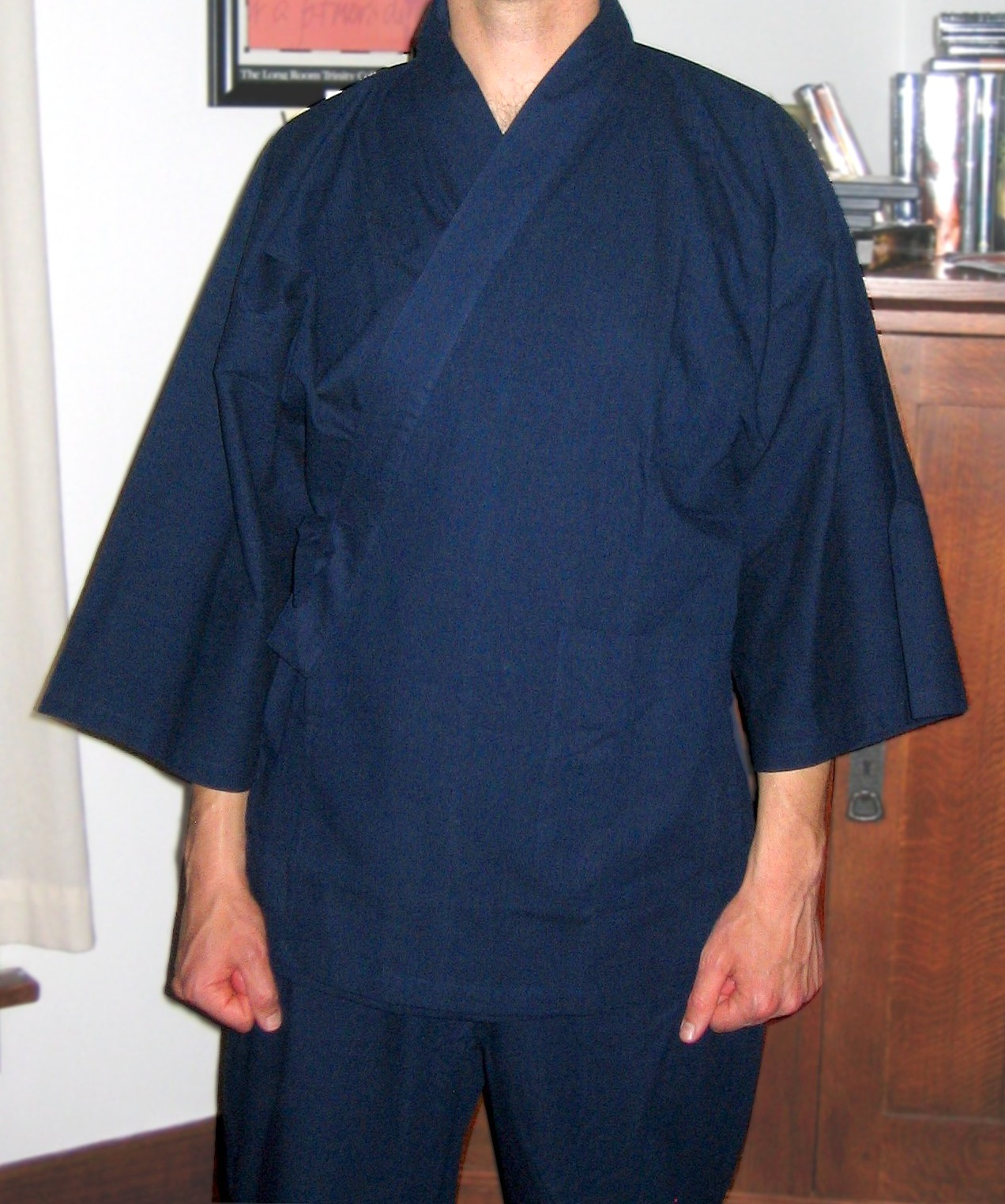
Samue - codzienny strój roboczy japońskiego

Zrobione z bawełny lub konopi, tradycyjnie farbowane na brązowo, bądź na kolor indygo, ma odróżniać je od formalnych szat. Samue noszone są przez mnichów wykonujących swoją pracę w świątyni lub w terenie. We współczesnych czasach stały się popularne jako część ubioru roboczego. Muzycy grający na flecie shakuhachi z powodu historycznych powiązań instrumentu z buddyzmem zen, czasami zakładają samue.